# Ludwig von Lützow

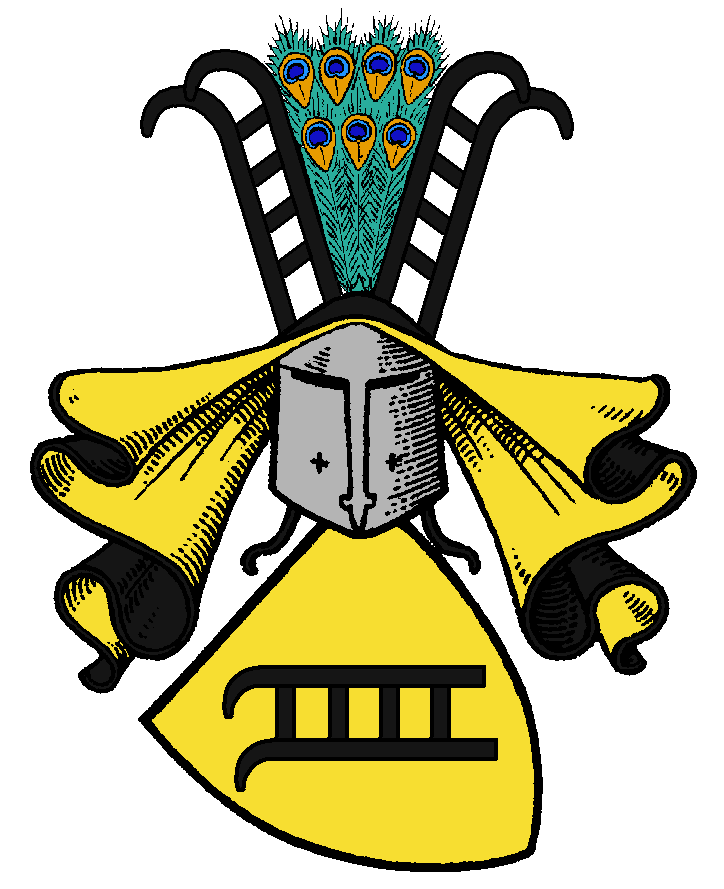
Stammwappen derer von Lützow

Ludwig Friedrich Wilhelm von Lützow (* 25. Juli 1793 in Ludwigslust; † 13. Mai 1872 in Boddin) war ein deutscher Verwaltungsjurist und mecklenburg-schwerinscher Diplomat, Regierungsbeamter und Politiker.

## Leben
Ludwig von Lützow war der einzige Sohn des herzoglich mecklenburg-schwerinschen Oberhofmeisters und mecklenburgischen Gesandten in Paris und am preußischen Hof in Berlin, August von Lützow (1757–1835) und dessen Frau Sophie Luise Dorothee von Maltzahn aus dem Ast Wolde-Kummerow (1765–1833, #957). Er besuchte das Katharineum zu Lübeck bis Michaelis 1811 und studierte Rechtswissenschaften ab April 1812 an der Universität Rostock. Am 24. März 1813 schickte ihn Herzog Friedrich Franz I. nach Paris, um seinen Vater vom Frontenwechsel des Herzogs zu unterrichten. Danach machte er die Befreiungskriege beim preußischen Garde-Dragoner-Regiment mit. 1815 nahm er das Studium wieder auf und schloss es 1816 an der Universität Göttingen ab. Er wurde Mitglied des Corps Vandalia Rostock und des Corps Vandalia Göttingen.
Nach dem Abschluss seiner juristischen Ausbildung trat er 1816 in den Dienst des Großherzogtums Mecklenburg-Schwerin und wurde 1822 zum Regierungsrat ernannt. Mit der Thronfolge durch Großherzog Paul Friedrich wurde er am 6. Mai 1837 Zweiter Minister und Regierungspräsident, am 6. Juli 1840 als Nachfolger des verstorbenen Christian Friedrich Krüger Erster Minister und Präsident des Geheimen Rats. In dieser Stellung erhielt Lützow am 7. Januar 1841 den preußischen Roten Adlerorden I. Klasse.
Während der Revolution in Mecklenburg 1848/49 Mitglied der konstituierenden Abgeordnetenversammlung für den Wahlbezirk Ventschow, zählte Lützow zu den Protagonisten einer konstitutionellen Staatsform in Mecklenburg, die ein Staatsministerium vorsah. Die neue, liberale mecklenburgische Verfassung, das Staatsgrundgesetz, trat am 10. Oktober 1849 im Landesteil Mecklenburg-Schwerin in Kraft. Bereits am 12. April 1850 trat er aus Protest gegen die kompromissbereite Politik von Großherzog Friedrich Franz II. als Staatsminister zurück, worauf Mecklenburg-Schwerin bis 1918 aufgrund des Freienwalder Schiedsspruchs mit Unterstützung des Deutschen Bundes auf den Rechtszustand vor 1848 zurückgeführt wurde.
Seinen Ruhestand verlebte Lützow als Kammerherr auf seinem Rittergut Boddin. Er trug auf seinem Gut eine größere Zahl archäologischer Funde zusammen und kommt auch in Briefen von Fritz Reuter vor. Er war Mitbegründer und langjähriges Vorstandsmitglied der Ersparniskasse zu Schwerin und lange Zeit Mitglied des Direktoriums des Witweninstituts, Vorsteher des Vereins für Innere Mission, Präsident und später Ehrenmitglied des Vereins für mecklenburgische Geschichte und Altertumskunde. 
Lützow war seit dem 27. Mai 1819 mit Sophie, geb. Freiin von Brandenstein (1796–1876) verheiratet, einer Tochter von August Georg von Brandenstein (1755–1836). Aus der Ehe ging der spätere preußische Generalmajor Louis von Lützow (1831–1882) hervor.
Seine Tochter Karoline Luise (Lilla) (* 10. Oktober 1822; † 29. Juni 1866) war mit dem Landrat Rudolph von Oertzen verheiratet.

## Auszeichnungen
- Orden der Eisernen Krone (Österreich), I. Klasse[10]
- Dannebrogorden, Großkreuz
- Annenorden, 1. Klasse
- Roter Adlerorden, 1. Klasse
- Königlich Preußischer St. Johanniter-Orden (1830), damit ab 1852 Ehrenritter des Johanniterordens
- Orden des heiligen Jakob vom Schwert (Portugal), Großkreuz
- Guelphen-Orden, Großkreuz (1838)
- Kriegsdenkmünze für 1813/15 (Preußen)